# ريتشارد مكنمارا
ريتشارد مكنمارا (بالإنجليزية: Richard McNamara)‏ هو موسيقي وكاتب أغاني بريطاني، ولد في 23 أكتوبر 1972 في Bailiff Bridge ‏ في المملكة المتحدة.

## وصلات خارجية
- ريتشارد مكنمارا على موقع ميوزك برينز (الإنجليزية)
- ريتشارد مكنمارا على موقع أول ميوزيك (الإنجليزية)
- ريتشارد مكنمارا على موقع ديسكوغز (الإنجليزية)